# Chamaeleo etiennei
Chamaeleo etiennei är en ödleart som beskrevs av  Schmidt 1919. Chamaeleo etiennei ingår i släktet Chamaeleo och familjen kameleonter. Inga underarter finns listade i Catalogue of Life.